# József Bencsics
József Bencsics   (Szombathely, 6 d'agost de 1933 - Budapest, 13 de juliol de 1995) fou un futbolista hongarès de la dècada de 1950.
Fou 8 cops internacional amb la selecció d'Hongria amb la qual participà a la Copa del Món de Futbol de 1958.
Pel que fa a clubs, defensà els colors de Szombathelyi Haladás i Újpest FC.